# الدوري القبرصي الدرجة الرابعة 1985–1986
الدوري القبرصي الدرجة الرابعة 1985–1986م
هو الموسم الأول في قبرص تحت إشراف  اتحاد قبرص لكرة القدم، وفاز فيه OXEN Peristeronas ‏، وDynamo Pervolion ‏، وAPEY Ypsona ‏.